# 伊川郡
伊川郡（：／ Ichŏn gun */?）是朝鮮民主主義人民共和國江原道西部的一個郡，西隔阿飛虎嶺山脈與黃海北道相鄰，東靠馬息嶺山脈，臨津江流經。下分1邑、23里。
新羅時期始稱伊川。青年伊川線經過。